# Gereon Goldmann
 (novembre 2015).
Pour les articles homonymes, voir Goldmann.
Géréon Karl Goldmann est un prêtre franciscain, né le 25 octobre 1916 à Ziegenhain en Hesse et mort le 26 juillet 2003 à Fulda. Il a été Waffen-SS et sous-officier de la Wehrmacht durant la Seconde Guerre mondiale. Il a ensuite été actif en Inde et au Japon où il a été connu comme le chiffonnier de Tokyo.

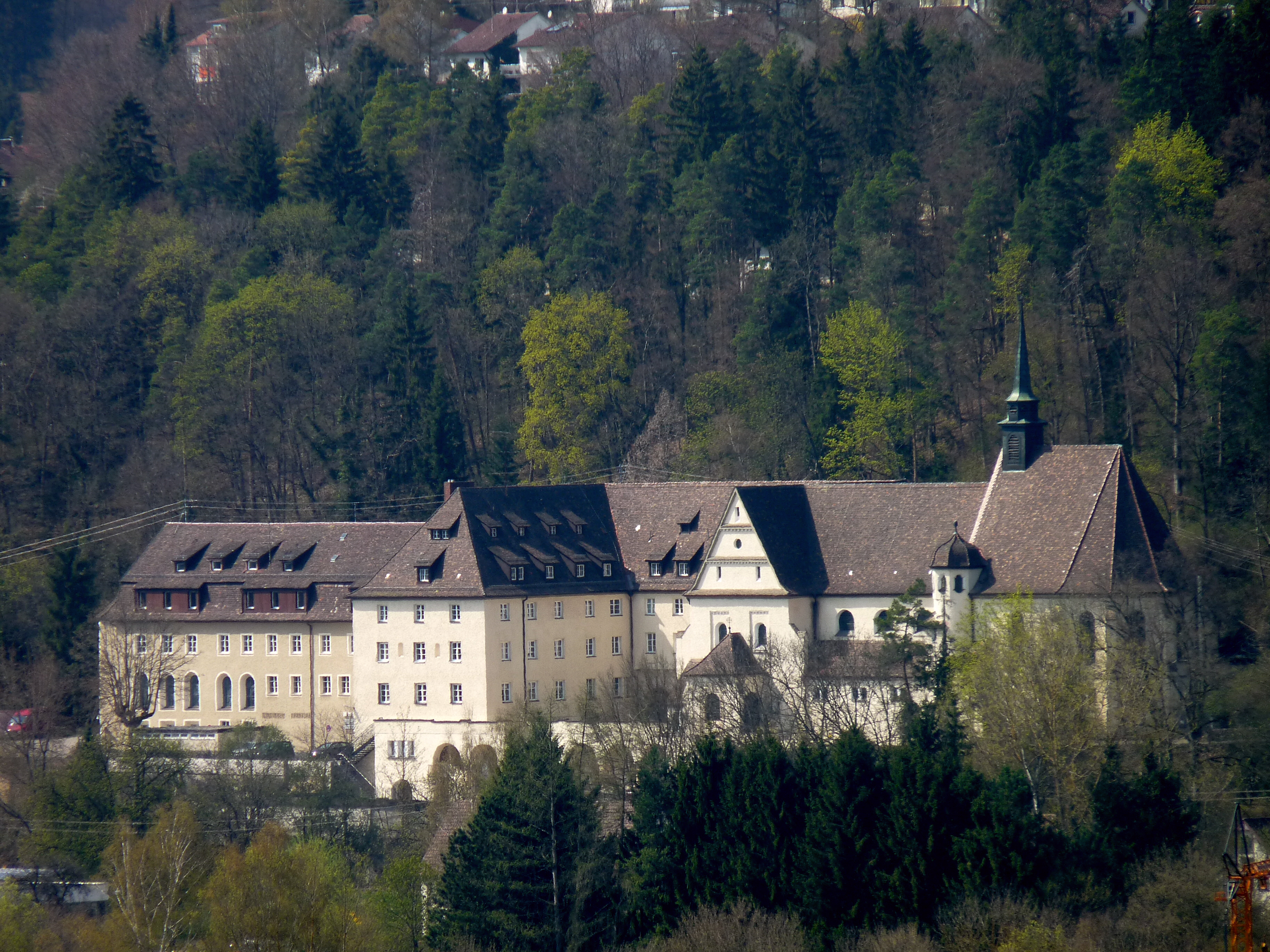
Le monastère de Gorheim-Sigmaringen

## Jeunesse
Karl Goldmann (1916-2003) n'avait pas 8 ans lorsque naquit en lui le désir de devenir franciscain.

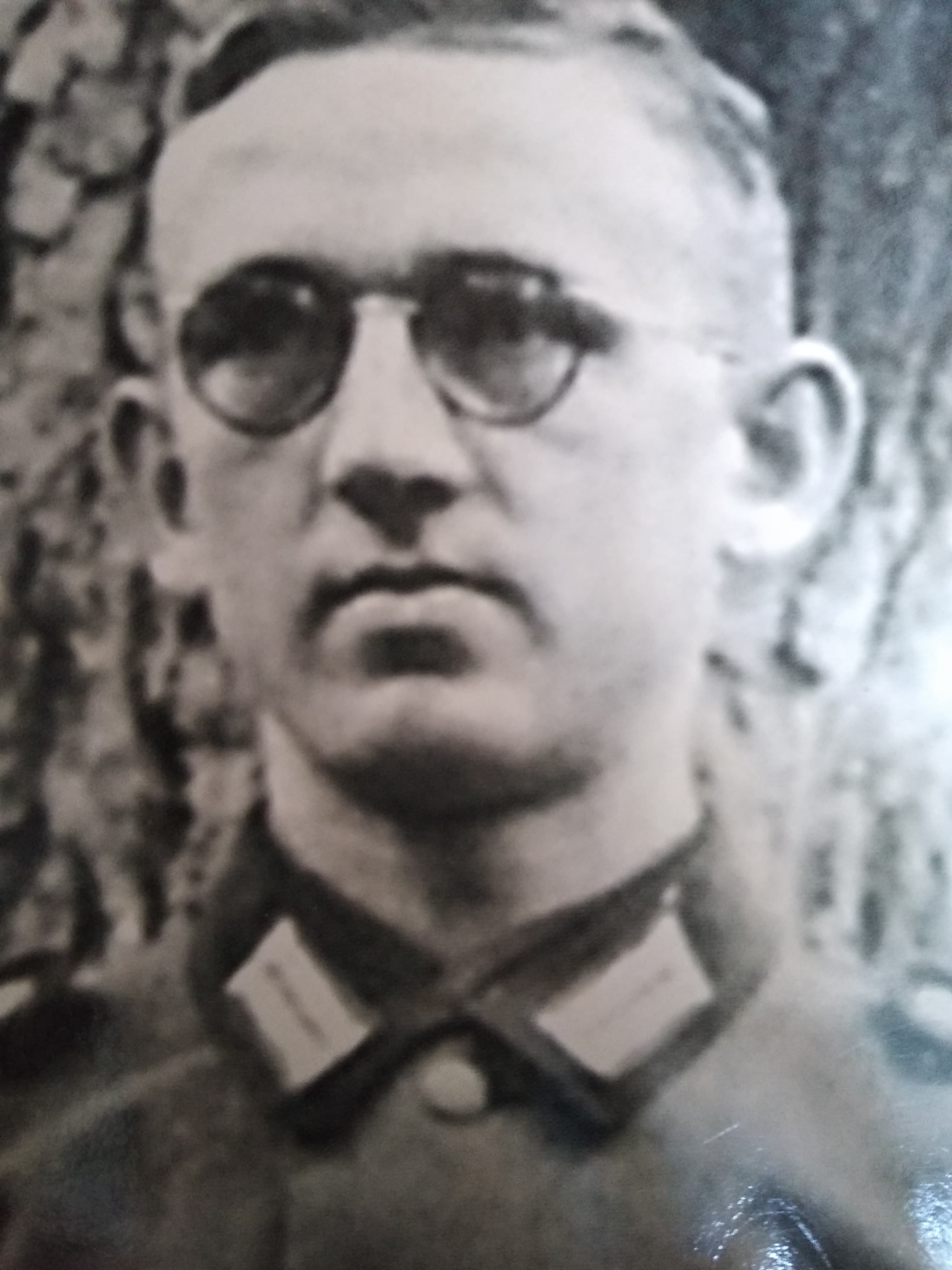
Portrait Géréon Goldmann

Mais en 1933, le totalitarisme hitlérien s'abat sur l'Allemagne. Dans l'enfer du nazisme, Karl Goldmann, devenu le frère Géréon, résiste de toute son âme, tout en mettant à profit sa situation pour venir en aide aux populations civiles.[non neutre] Chassé des rangs des SS et renvoyé dans la Wehrmacht, il continue son service comme infirmier militaire. Ayant obtenu du pape, dans des circonstances peu ordinaires, l'autorisation de recevoir la prêtrise avant d'avoir achevé ses études, il est ordonné après avoir été fait prisonnier et exerce un ministère extrêmement fructueux dans plusieurs camps de prisonniers d'Afrique du Nord. À travers un nombre étonnant de péripéties, le frère Gereon échappe à plusieurs reprises à une mort assurée et nous offre le témoignage d'une foi qui rayonne au milieu des ténèbres.

## Seconde Guerre mondiale

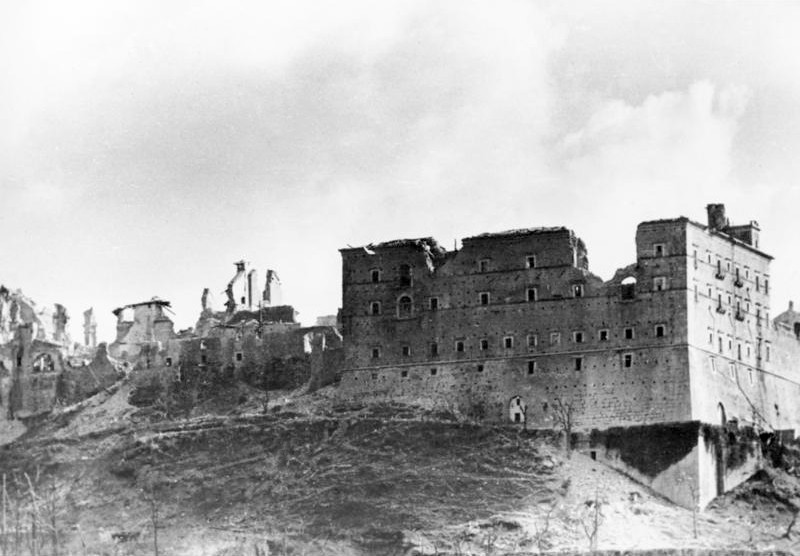
le monastère du Mont Cassin après le bombardement américain de février 1944

Rapidement incorporé dans la Waffen-SS, il y refuse, avec 10 autres théologiens, de prêter serment « sur l'honneur du sang allemand ». Avec la SS, il traverse la Belgique, Paris et diverses régions de France. Il est ensuite envoyé via la Pologne sur le front Russe. Il y découvre les mauvais traitements infligés aux Juifs et s'y frotte à la pensée radicale des SS. Malade à proximité de Moscou, il est rapatrié du front puis déferré devant un tribunal militaire à Cassel pour opposition. Il est disculpé, bénéficiant probablement de la clémence de juges nazis d'obédience chrétienne. Il est alors, de façon inattendue, envoyé à Pau puis en Sicile, où son régiment lutte contre les troupes alliées fraichement débarquées. Il visite le 30 janvier 1944 le monastère du Mont Cassin et y reçoit la communion quelques jours avant le bombardement américain. Impliqué dans le complot contre Hitler, il délivre à ce propos un message à la représentation allemande auprès du Vatican et obtient en retour la faveur d'une audience privée avec le pape Pie XII, au cours de laquelle il demande et obtient d'accéder à la prêtrise sans délai. Il est fait prisonnier par les GI's et choisit d'être interné dans un camp français en Algérie puis au Maroc de préférence à un camp de prisonniers d'Amérique du Nord, pour rester dans le contexte de guerre.

## Prêtrise
Après de nombreux retournements de situation, il est ordonné prêtre par un archevêque français durant sa captivité, le 24 juin 1944, en l'église algérienne Notre-Dame-de-Rivet.

## Missions en Inde et au Japon
En 1954, Géréon Goldmann part au Japon et prend la direction de la paroisse de Ste-Elisabeth dans un arrondissement de Tokyo nommé Itabashi. Il y développe une activité de chiffonnier, qui rassemblera les fonds destinés à financer les études de jeunes Japonais défavorisés.

## Note
1. ↑  Cet article est basé sur les articles correspondants en allemand et espagnol et sur l'autobiographie Un franciscain chez les SS.
2. ↑  Koz toujours, « Un franciscain chez les SS (mais contre eux) », sur Le nouvel observateur, 20 août 2008 (consulté le 25 juillet 2018).